# شرفة مقهى في الليل
شرفة مقهى في الليل هي لوحة زيتية للفنان الهولندي فينسنت فان خوخ رسمها في 1888.